# 大運
大運とは、四柱推命（東洋運勢学の一つで本人の生年月日時の干支をもとに将来的な運勢の強弱を予想する技術）で用いられる概念。人間の10年毎のおおよその状態を象徴する干支。

## 大運の導出
- 大運の導出には月の満ち欠け(節月)が境界を決める要素になる。すなわち毎節月の各節気が月の最初になる。立春啓蟄清明立夏芒種小暑立秋白露寒露立冬大雪小寒が現在の太陽暦でいう二月三月四月五月六月七月八月九月十月十一月十二月一月の最初である。
- 一大運は10年を支配し統管する。12月で一年を構成するので、10年の12倍-120年が人間の寿命としている。（医科学的な裏付けはない。）

## 実例
平成18年12月22日午前1時30分日本国内生まれ(日本標準時)の男子または女子の場合。